# 内子五十崎インターチェンジ

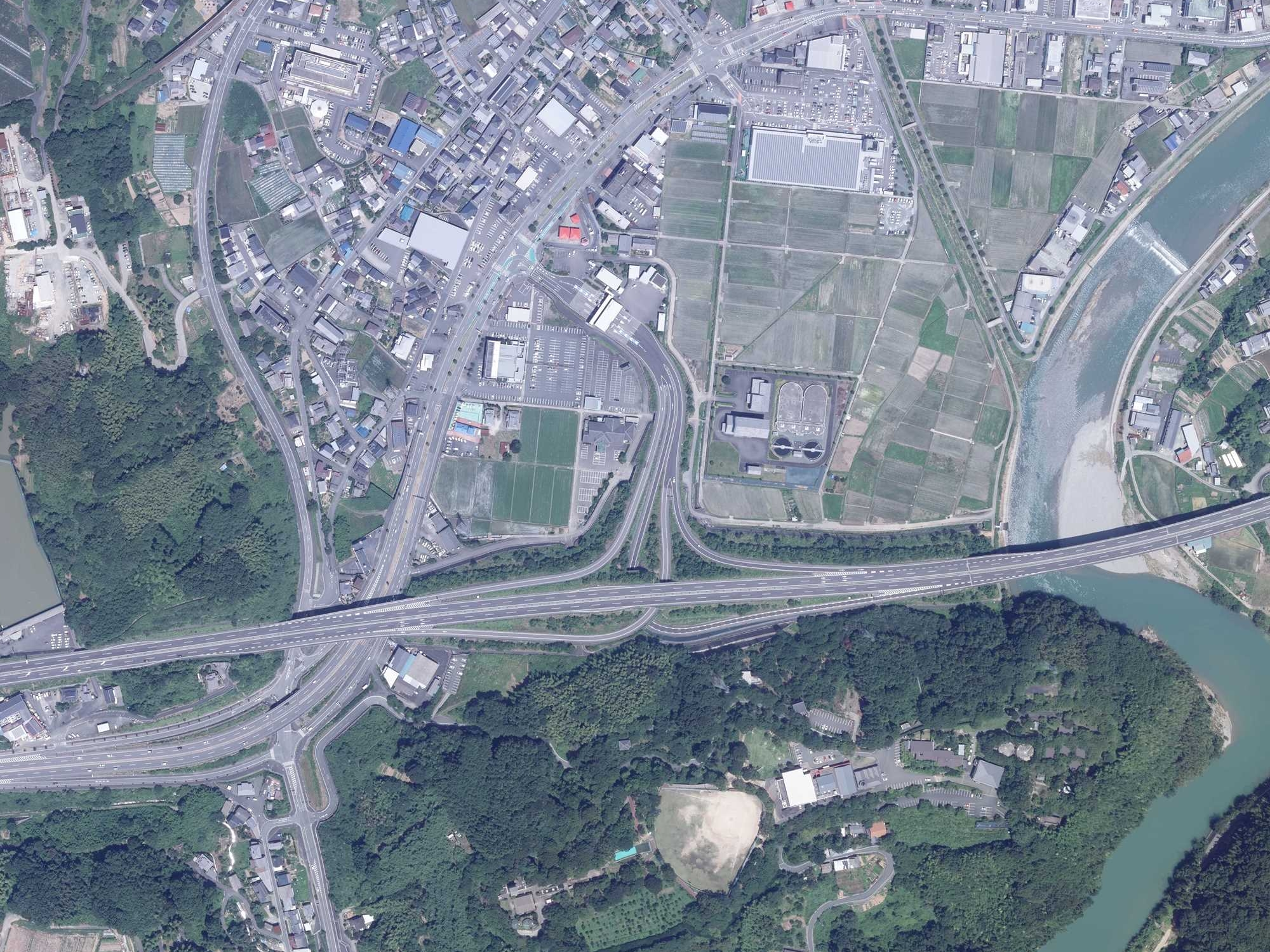

内子五十崎インターチェンジ（うちこいかざきインターチェンジ）は、愛媛県喜多郡内子町内子にある、松山自動車道のインターチェンジである。

## 歴史
- 2000年（平成12年）7月28日 : 伊予IC - 大洲IC間の開通に伴い供用開始し[1]、松山自動車道と松山自動車道を含む四国縦貫自動車道が全線開通[2]。
- 2024年（令和6年）3月18日 : 料金所がETC専用になる[3]。

## 周辺
- 龍王公園
- 内子消防署
- 内子町立五十崎小学校
- 加戸病院
- 五十崎凧博物館
- 内子町役場内子分庁
- 内子郵便局
- JR内子線・JR予讃線 内子駅
- 千代の亀酒造株式会社

## 接続する道路
- 国道56号

## 料金所
- ブース数 : 5

### 入口
- ブース数 : 2
  - 2ブースともETC専用およびサポート

### 出口
- ブース数 : 3
  - ETC専用 : 1
  - サポート : 2

## 隣
E56 松山自動車道
(14) 伊予IC - (14-1) 中山SIC - 内子PA - (15) 内子五十崎IC - 大洲TB - (16) 大洲IC